# جنستاوات
الجِنِسْتَاوَات (الاسم العلمي: Genisteae)، قبيلة نباتات تتكون من أشجار وشجيرات وأعشاب من فصيلة البقولية.